# Monasterio de la Humilde Encarnación
El monasterio de la Humilde Encarnación es un monasterio de clausura de las Madres Agustinas que se encuentra en la ciudad de Segovia, en la comunidad autónoma de Castilla y León, en España.
Fundado en el siglo XVI, es conocido también como Monasterio de Santa Rita.

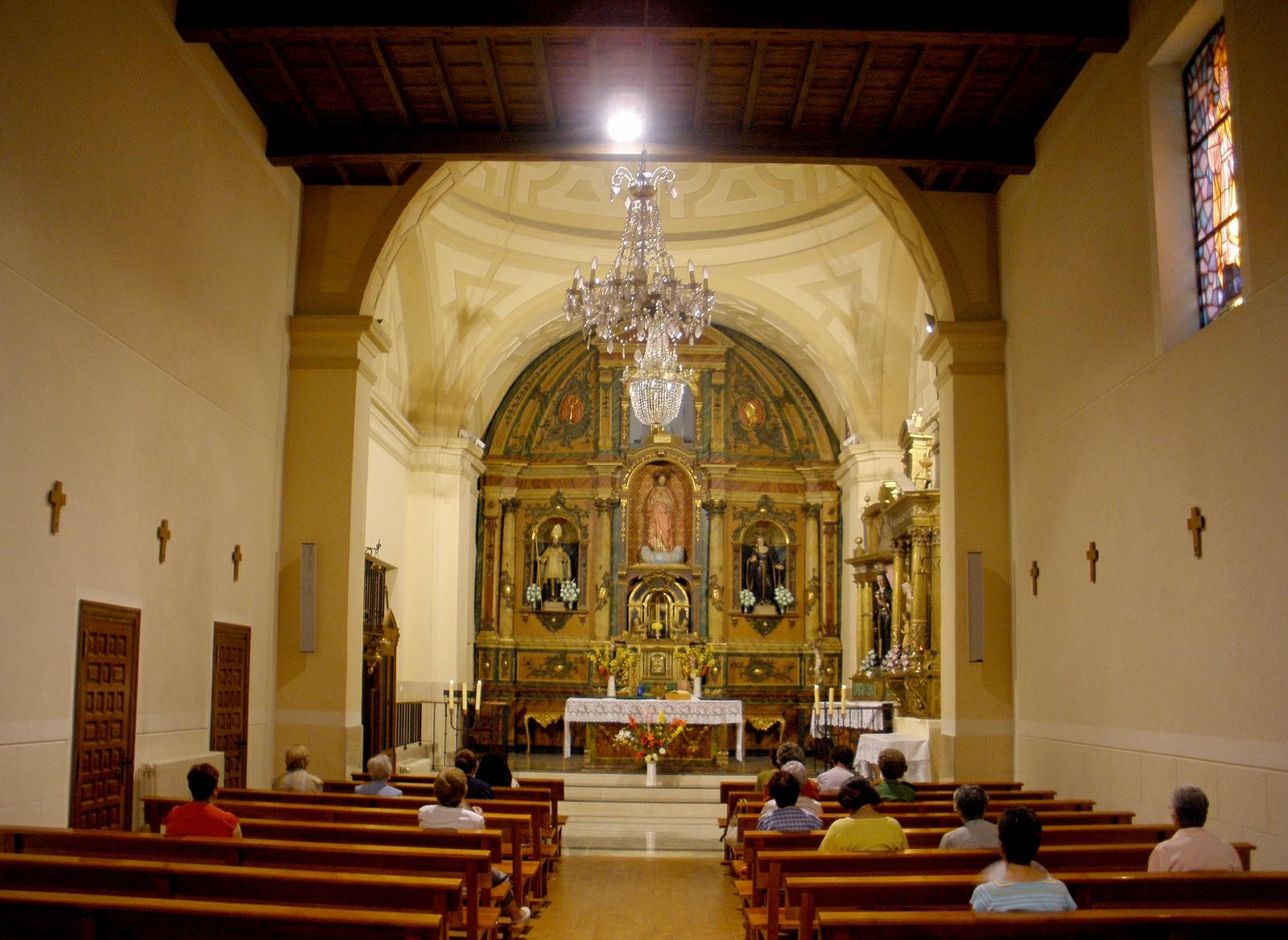
Vista del interior